# Шкотовський район
Шко́товський райо́н — муніципальний район у складі Приморського краю. Адміністративний центр — селище міського типу Смоляниново (до 1964 року — смт Шкотово, з 1964 до 2004 року — місто Великий Камінь).

## Географія
Площа району — 2664,5 км², що становить близько півтора відсотка від території Приморського краю. За цим показником район посідає 15-е місце в країні. Населення Шкотовського району становить 24 281 (станом на 2015 рік).
Район розташований на півдні краю на березі Уссурійської затоки Японського моря. Складається з двох частин— основної частини і напіванклаву, відокремленого від району територією Великого Каменя. Межує з 5 міськими округами — Артемівським, Уссурійським, Партизанським, ЗАТО Фокіно і Великим Каменем, і 3 районами — Михайлівським, Анучинським і Партизанським.

## Історія
Шкотовський район утворений 4 січня 1926 року.